# Het raadsel van de drie gestalten
 Het Raadsel van de drie Gestalten  is een detectiveverhaal uit 1936 van de Nederlandse schrijver Havank.

## Plot
In dit boek onderzoekt hoofdinspecteur Bruno Silvère een bende die jonge vrouwen ronselt voor bordelen. Silvère's onderzoek wordt kritisch gevolgd door een belangengroep voor vrouwenrechten, geleid door gravin Louise Bertelle de Verdange. Ondanks haar bemoeizucht weet Silvère uiteindelijk de leider van de organisatie te grijpen, in samenwerking met zijn Amsterdamse collega/vriend Hans Uyttenbogaert. 
In dit boek komt Lola voor het eerst voor, en de Schaduw wreekt een aanslag op haar met zijn eigen methodes. Het is ook het eerste boek waarin Charles Carlier, alias de Schaduw, een rol speelt van betekenis en waarin hij bevorderd wordt van eenvoudig rechercheur tot inspecteur bij de Parijse politie.